# Zygopalme crystallina
Zygopalme crystallina är en mossdjursart som först beskrevs av Gordon 1984.  Zygopalme crystallina ingår i släktet Zygopalme och familjen Eurystomellidae. Inga underarter finns listade i Catalogue of Life.